# Fotonski kristal
Fotónski kristali so snovi, katerih lomni količnik se periodično spreminja. Perioda strukture fotonskega kristala je primerljiva z valovno dolžino svetlobe in znaša od ~200 nanometrov za modro svetlobo do več mikrometrov za infrardeče valovanje. Ker ima njihova struktura podoben vpliv na gibanje fotonov, kot ga ima periodičnost polprevodniškega kristala na elektrone, jih poimenujemo fotonski kristali, kljub temu, da nimajo nujno kristalne zgradbe. Fotonske kristale najdemo tudi v naravi, na primer opal ali v krilih nekaterih metuljev, ki kažejo iridiscenčne značilnosti.

## Uvod
Fotonski kristali so sestavljeni iz periodičnih dielektričnih ali kovinsko-dielektričnih nanostruktur in vsebujejo pravilno ponavljajoča se območja z večjo in manjšo dielektrično konstanto. Sestava vpliva na širjenje elektromagnetnega (EM) valovanja podobno, kot periodični potencial v polprevodniškem kristalu vpliva na gibanje elektronov, kjer se tvorijo dovoljeni in prepovedani elektronski energijski pasovi. Fotoni, z valovno dolžino v dovoljenem pasu, se po kristalu lahko razširjajo, tisti, katerih valovna dolžina je v prepovedanem pasu, pa ne. To vodi do zanimivih optičnih značilnosti in možnosti uporabe, na primer pri izdelavi izredno ozkopasovnih optičnih filtrov.

## Zgodovina
Začetki raziskav fotonskih kristalov sodijo v leto 1887, ko je lord Rayleigh proučeval večslojne dielektrične strukture in opazil, da so taki sistemi za določene valovne dolžine, ki so primerljive s periodo strukture, neprepustni oziroma odbojni. Kasneje so raziskave skoraj zamrle, dokler nista Eli Yablonovitch in Sajeev John natanko sto let kasneje, leta 1987 objavila dve prelomni deli in tudi vpeljala ime fotonski kristal. Glavni cilj Yablonovitcha je bil skonstruirati fotonsko gostoto stanj, da bi lahko tako vplival na spontano emisijo snovi, vgrajenih v fotonski kristal. Po letu 1987 je število objav na temo fotonskih kristalov začelo izjemno naraščati. Zaradi težav pri izdelavi takih struktur so bile prve objave večinoma teoretične, ali pa so izdelovali fotonske kristale v mikrovalovnem območju, kjer je perioda struktur fotonskega kristala reda velikosti centimetra. 
Leta 1991 je tako Yablonovitch pokazal obstoj trirazsežnega fotonskega prepovedanega pasu v mikrovalovnem območju. Prvo demonstracijo dvorazsežnega fotonskega kristala za vidno svetlobo je izvedel Thomas F. Krauss leta 1996. Dve leti kasneje, leta 1998, je Philip St. John Russell uporabil fotonske kristale za izdelavo optičnih vlaken.
Izdelava trirazsežnih fotonskih kristalov za vidno območje je bistveno zahtevnejša od izdelave dvorazsežnih, saj ni tehnologij v polprevodniški industriji, ki bi se jih dalo neposredno uporabiti. Vendar so kljub temu uspeli prikazati nekaj kar naprednih primerov. Na primer izdelava struktur oblike »skladovnice drv«, ki so bile narejene kot ravninske z dodajanjem slojev enega na drugega. Druga vrsta je z uporabo samo-sestave trirazsežnih fotonskih struktur. V tem primeru gre za dielektrične kroglice, ki se iz tekočine posedejo v trirazsežno periodično strukturo.
Danes se take strukture uporablja v širokem spektru naprav: od reflektivnih namazov za povečanje učinkovitosti LED svetil, do visoko odbojnih zrcal v nekaterih laserskih votlinah.

## Izzivi pri izdelavi
Glavni izziv pri izdelavi večrazsežnih fotonskih kristalov sta točnost izdelave, saj izgube pri sipanju ne smejo zasenčiti kristalnih značilnosti, ter iznajdba procesa, ki bi omogočal masovno proizvodnjo. Za izdelavo dvorazsežnih fotonskih kristalov je obetajoča metoda izdelave fotonsko-kristalnih vlaken, kot so »luknjasta vlakna«. Če vlakna izdelamo z metodo vlečenja vlaken, kakršna se uporablja pri izdelavi komunikacijskih vlaken, sta izpolnjena oba pogoja in fotonsko-kristalna vlakna so komercialno dostopna. Druga obetajoča metoda izdelave dvorazsežnih fotonskih kristalov je tako imenovana fotonsko kristalna rezina. Te strukture sestavlja rezina materiala (recimo silicija), ki se da oblikovati z uporabo tehnik, razvitih za polprevodniško industrijo. S takimi čipi bi lahko združili fotonsko in elektronsko procesiranje na enem čipu.
Za izdelavo trirazsežnih fotonskih kristalov se uporablja več tehnik. Med drugimi tehnike fotolitografije in jedkanja, ki se uporabljajo za integrirana vezja. Da bi zaobšli nanotehnološke postopke z njihovo zapleteno mehanizacijo, so preizkusili metodo samo-sestave fotonskih kristalov iz koloidnih kristalov.

## Uporaba
Fotonske kristale v splošnem uporabimo za nadzorovano upravljanje curka svetlobe dane valovne dolžine. Enorazsežni fotonski kristali se že na široko uporabljajo za odbojne plasti na lečah in zrcalih ter za barve in črnila, ki spreminjajo barvo. Prva komercialna uporaba dvorazsežnih fotonskih kristalov je v obliki fotonsko-kristalnih optičnih vlaken, katerih mikrostruktura zadržuje svetlobo s korenito drugačnimi značilnostzmi v primerjavi z navadnimi optičnimi vlakni. Trirazsežni fotonski kristali so še daleč od komercialne uporabe, toda nudijo dodatne značilnosti, ki bi lahko vodile do novih konceptov (recimo optični računalniki).